# Ukroboronprom
Státní koncern Ukroboronprom (ukrajinsky Державний концерн Укроборонпром, Deržavnyj koncern Ukroboronprom) je sdružení víceoborových podniků v různých odvětvích obranného průmyslu Ukrajiny.
Do koncernu vchází podniky, které jsou zaměřeny na vývoj, výrobu, opravy, modernizaci a likvidaci zbraní, vojenské a speciální techniky či munice a také spolupracují ve vojensko-technické oblasti s jinými státy; vznik koncernu vytvořil podmínky pro organizaci ve zbrojním průmyslu Ukrajiny cyklu: výzkum – vývoj – sériová výroba – prodej – servisní služby – likvidace.

## Historie a současnost
Státní koncern Ukroboronprom byl vytvořen na základě dekretu prezidenta Ukrajiny ze dne 9. prosince 2010.
V září 2013 bylo stvořeno pět divizí: výroba a servis letecké techniky; výroba přesně naváděných zbraní a munice; výroba obrněných vozidel, automobilů a speciální vojenské techniky; výroba lodí a lodního vybavení; výroba rádio-telekomunikační techniky a systému protivzdušné obrany.
V samostatnou skupinu koncernu jsou převedeny podniky, které jsou oprávněny provádět zahraniční ekonomické aktivity ve sféře exportu a importu zboží a materiálů vojenského určení, která spadají pod státní tajemství. Tyto podniky prodávají na zahraničních trzích produkci zbrojního průmyslu Ukrajiny a zajišťují její poprodejní servis, opravy, modernizaci výzbroje a vojenské techniky.
4. července 2014 byl Roman Romanov jmenován generálním ředitelem Ukroboronpromu. Výsledkem jeho půlroční práce se Ukroboronprom ke konci roku 2014 po dlouhém období dostal do zisku. Během roku 2014 Ukroboronprom splnil 100 % státních zakázek. Během druhého pololetí roku 2014 vytvořeno 2 000 nových pracovních míst a 13 podniků z koncernu se dostalo do zisku.
V březnu 2022, za rusko-ukrajinské války, nabídl koncern ruským bojovým pilotům, že pokud dezertují i s letadlem, obdrží milión dolarů a ukrajinské občanství; pilotům vrtulníků byla slíbena o polovinu nižsí suma. Šlo nepochybně o reakci na ruskou kvalitativní i kvantitativní převahu ve vzduchu. Výzva se objevila na facebookovém účtu Ukroboronpromu a nebylo zřejmé, zda byla míněna vážně.

## Řízení
Pro zajištění optimálních rozhodnutí v určitých oblastech zájmů koncernu je realizovaná koncepce divizního řízení; ta přijata v souladu s moderními trendy v managementu. Jeho podstatou je oddělit strategické a provozní cíle od řešení sektorových operačních úkolů. Divizní princip tak má zabezpečit provozní a obchodní „autonomii“ odvětví, převedení části správních pravomocí manažerům divizí.
Koncern má na starosti funkce strategického plánování, spolupráci s orgány státní správy, koordinaci činnosti divizí. Tento přístup umožňuje vrchnímu vedení koncernu soustředit svou činnost na strategická rozhodnutí, dlouhodobém programu rozvoje obranného průmyslu.

## Produkce
Zde jsou znázorněny některé výrobky, které produkuje Ukroboronprom.

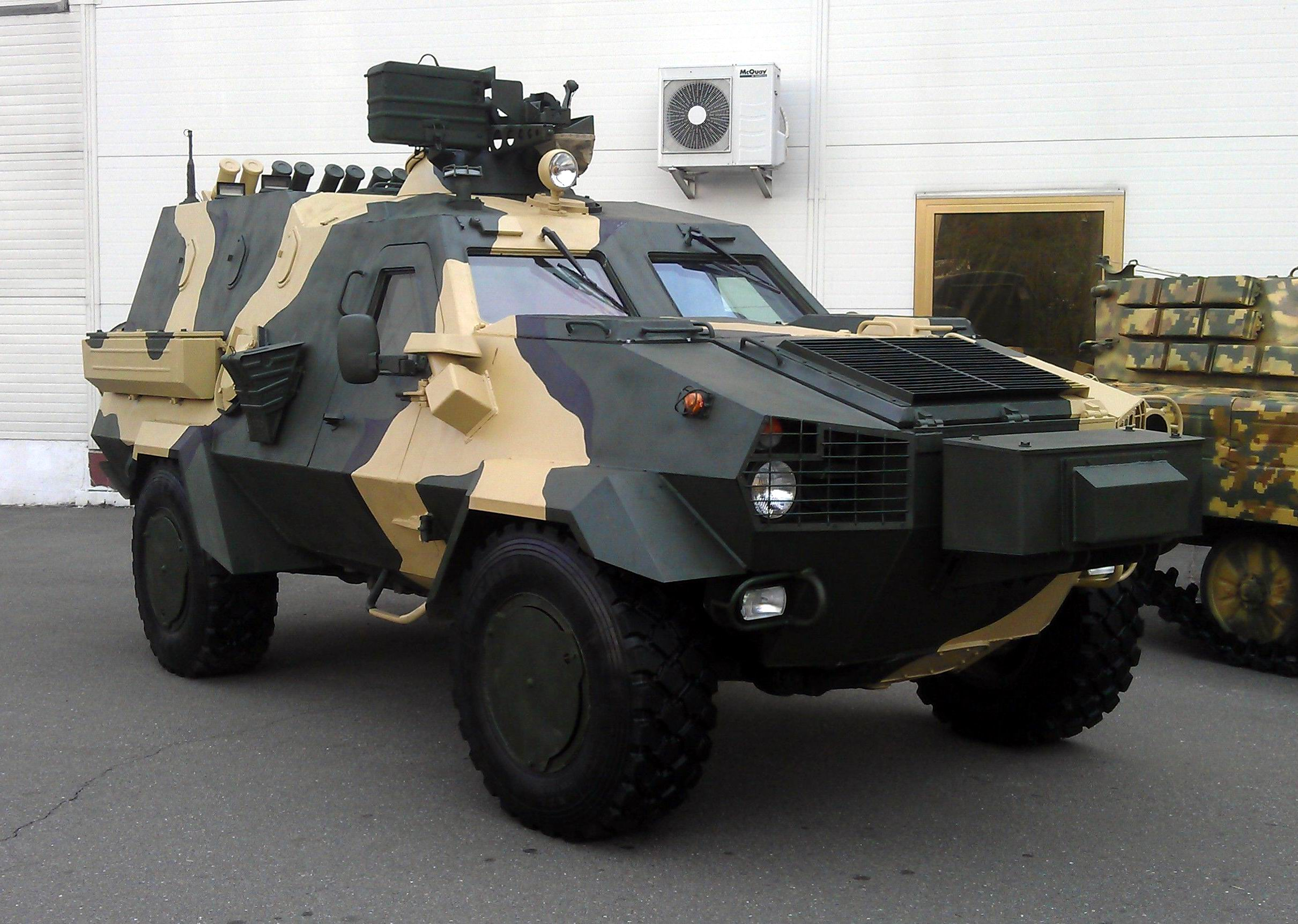
Obrněný transportér Dozor-B
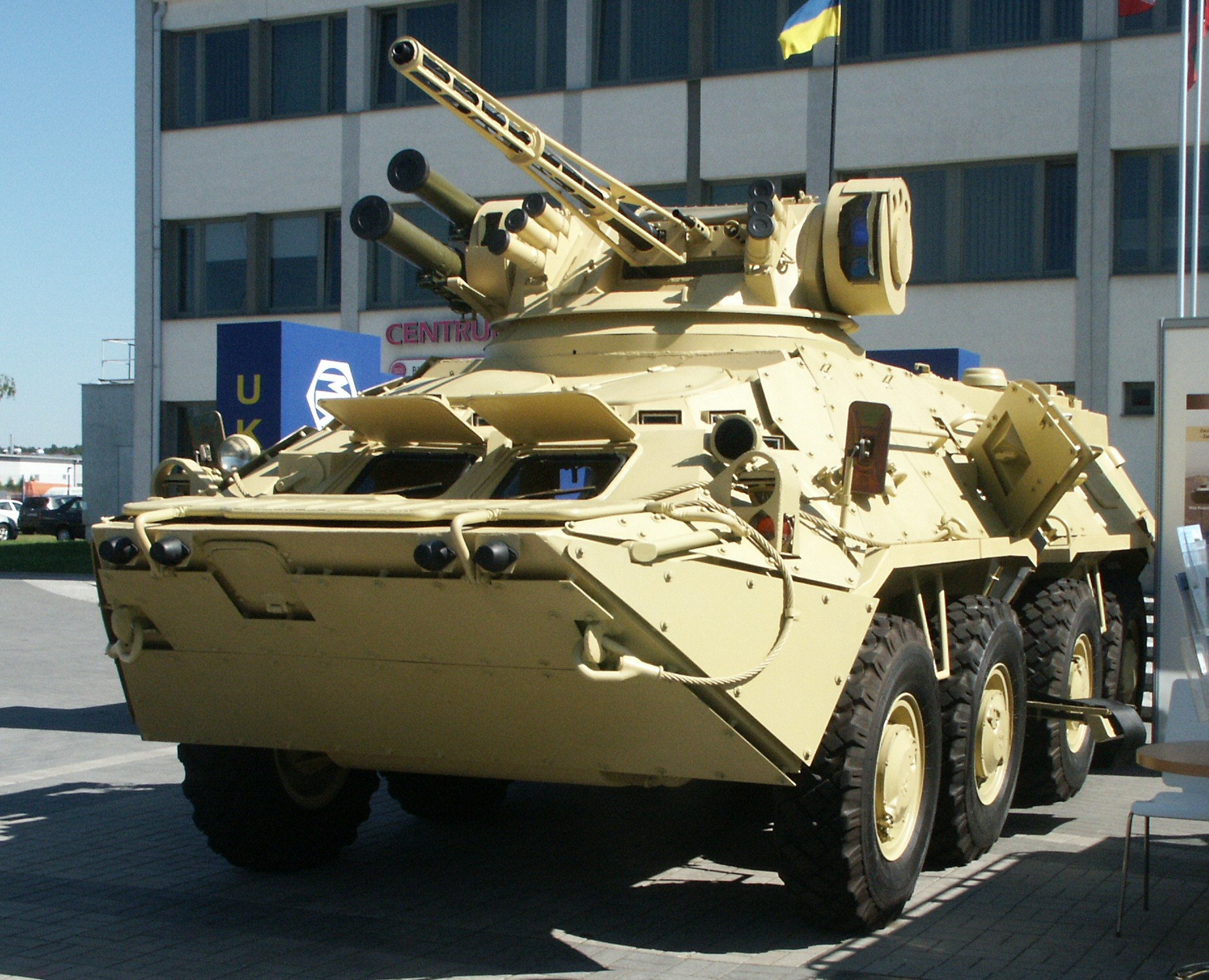
Obrněný transportér BTR-3E1
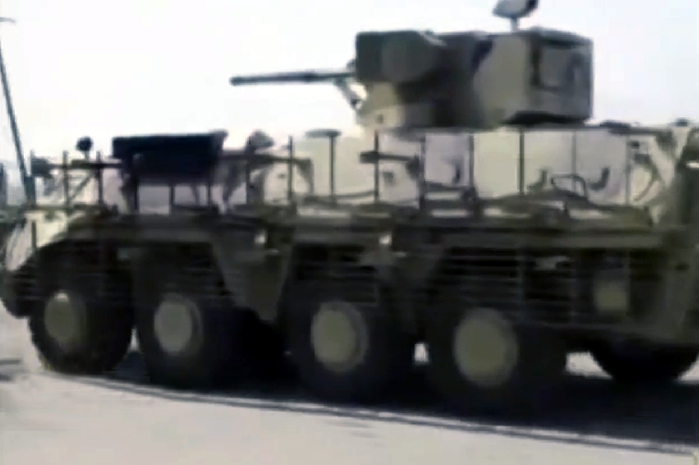
Obrněný transportér BTR-4
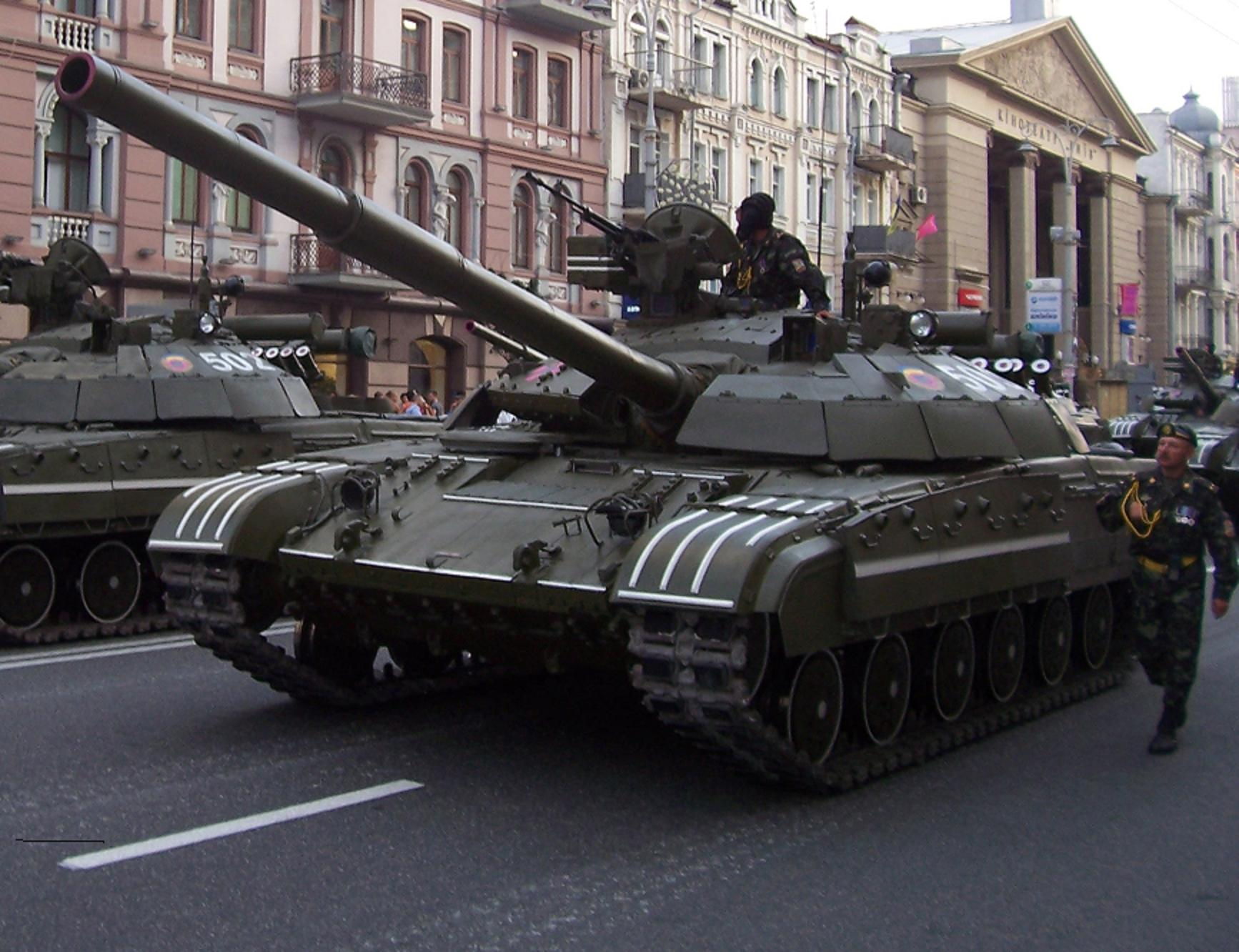
Tank T-64BM Bulat
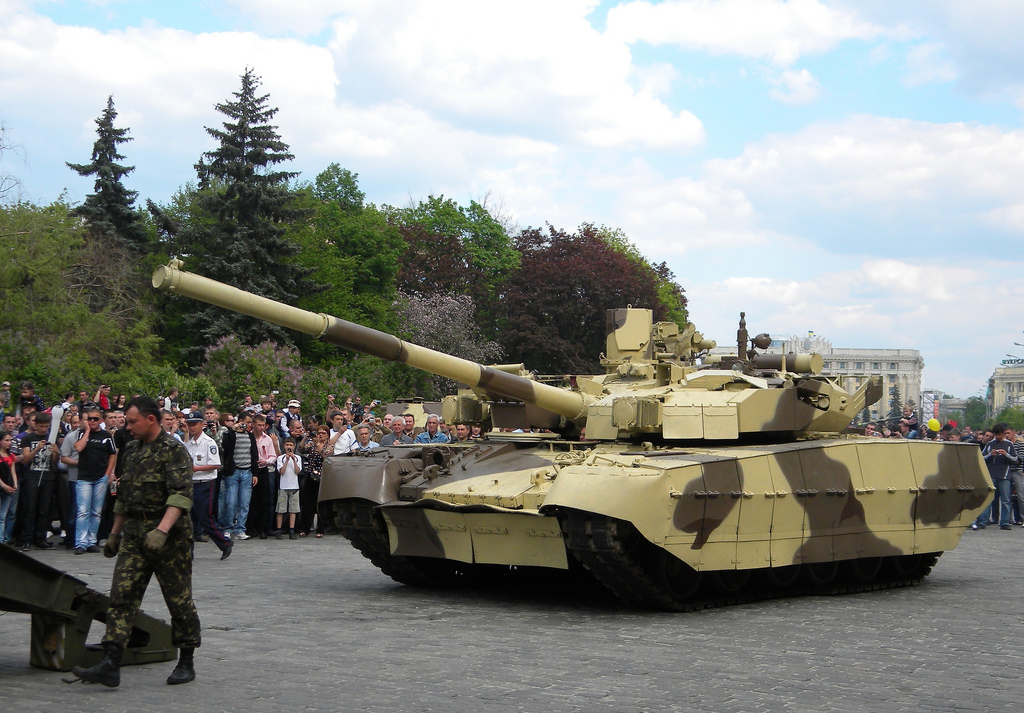
Tank T-84BM Oplot
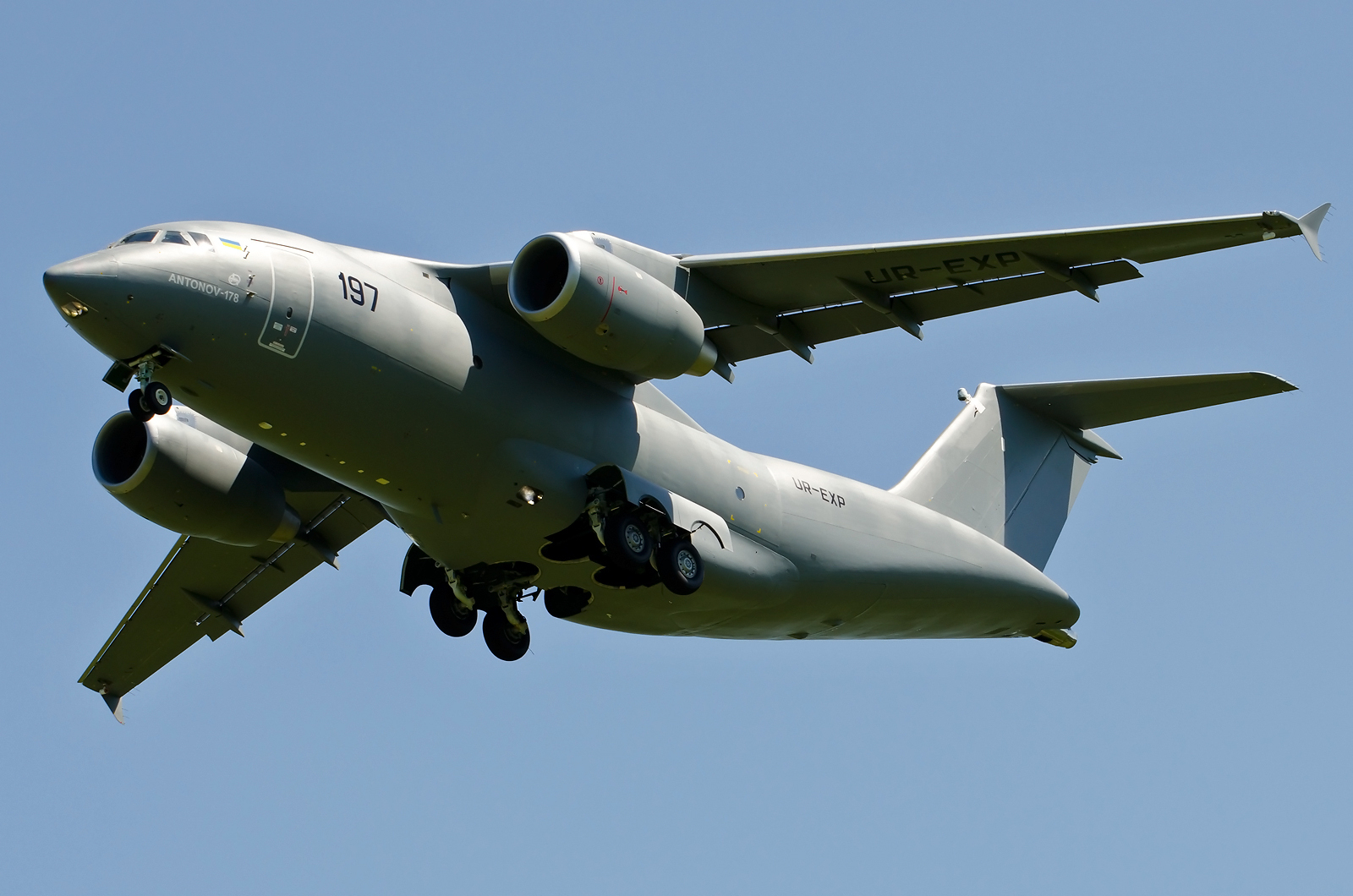
Antonov An-178
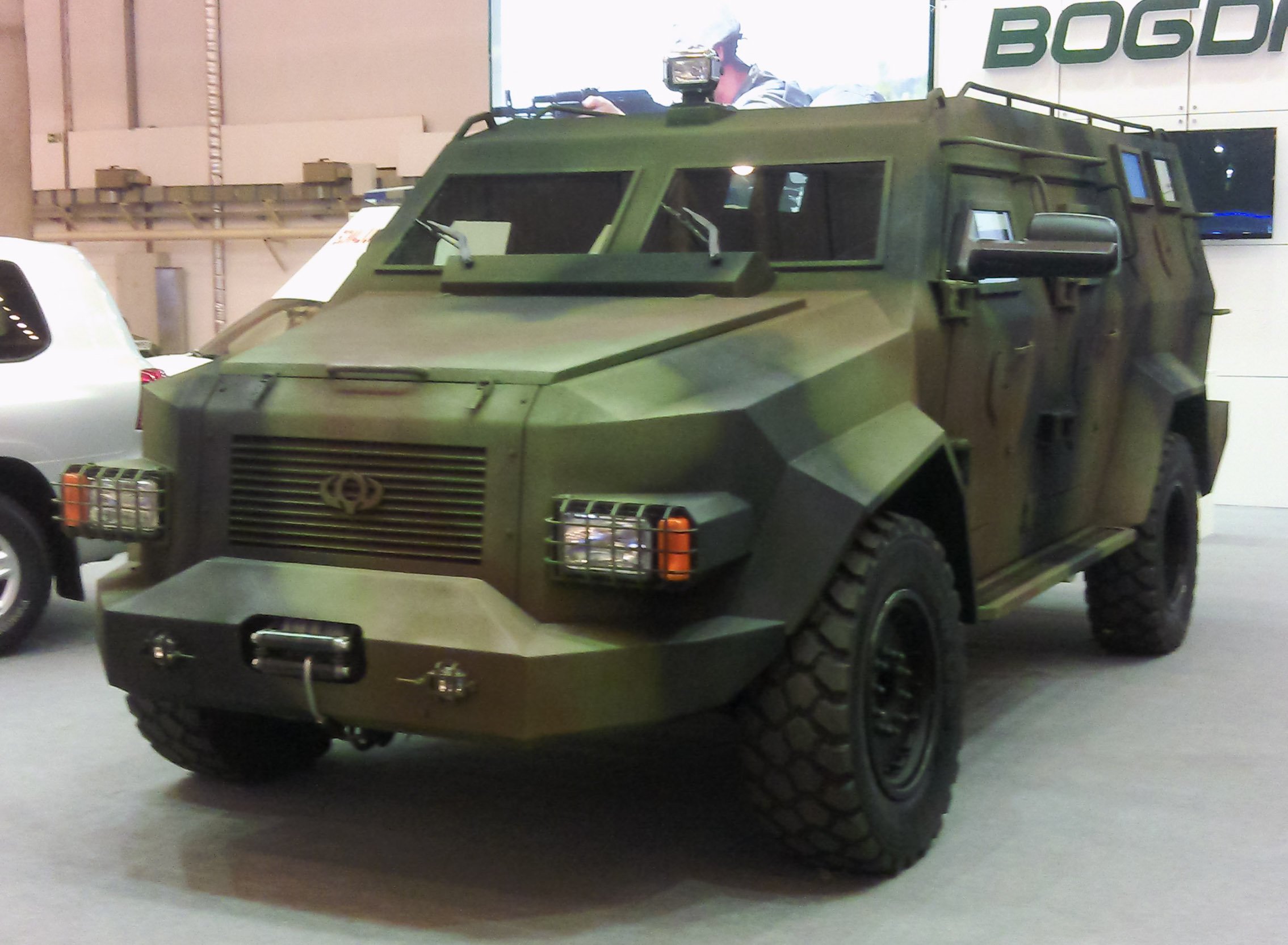
Obrněný transportér Bohdan Bars-8